# Metalloerg Koejbysjev
Metalloerg Koejbysjev (Russisch: Металлург Куйбышев) was een voetbalclub ten tijde van de Sovjet-Unie uit de stad Koejbysjev, thans Samara.

## Geschiedenis
De club werd opgericht in 1962 en speelde een jaar later voor het eerst in de derde klasse. In 1966 werd de club groepswinnaar, maar kon via de eindronde niet promoveren. Het volgende seizoen werd de club derde, maar promoveerde nu wel dankzij competitie-uitbreiding. Na een zeventiende plaats deed de club het in 1969 een stuk beter en werd derde in zijn groep. Na dit seizoen werd de competitie grondig hervormd en werd de tweede klasse teruggebracht naar één reeks. Hoewel Metalloerg zich sportief hiervoor wist te plaatsen, werd er meer naar geografische verdeeldheid gekeken en aangezien stadsrivaal Krylja Sovetov al in de tweede klasse speelde kreeg Metalloerg geen startbewijs voor het seizoen 1970, waarop de club dan ontbonden werd. 